# Sworn to a Great Divide
Sworn to a Great Divide is het zevende album van de Zweedse band Soilwork, uitgebracht in 2007 door Nuclear Blast. Het werd op 19 oktober uitgebracht. De eerste single van dit album was "Exile", waarvan de videoclip opgenomen werd in Göteborg.

## Nummers
1. Sworn to a Great Divide
2. Exile
3. Breeding Thorns
4. Your Beloved Scapegoat
5. The Pittsburgh Syndrome
6. I, Vermin
7. Light Discovering Darkness
8. As the Sleeper Awakes
9. Silent Bullet
10. Sick Heart River
11. 20 More Miles
12. Martyr (bonusnummer)
13. Sovereign (bonusnummer)
14. Overclocked (bonusnummer)